# Heybeliyurt, Diyadin
Heybeliyurt là một xã thuộc huyện Diyadin, tỉnh Ağrı, Thổ Nhĩ Kỳ. Dân số thời điểm năm 2011 là 384 người.